# فرنيا وونجتينتشاي
فرنيا وونجتينتشاي مواليد 7 يناير 1993 في تايلاند، هي لاعبة كرة مضرب تايلندية. أعلى تصنيف لها في الفردي كان المركز الـ 736 في سنة 2013. أعلى تصنيف لها في الزوجي كان المركز الـ 221 في سنة 2015.

## النهائيات

### الفردي (0–1)
| الحصيلة | الرقم | التاريخ        | الدورة          | الأرضية | المنافس        | النتيجة       |
| ------- | ----- | -------------- | --------------- | ------- | -------------- | ------------- |
| الوصافة | 1.    | 28 سبتمبر 2015 | بانكوك، تايلاند | صلبة    | كامونوان بايام | 1–6, 6–4, 2–6 |

## روابط خارجية
- فرنيا وونجتينتشاي على موقع رابطة محترفات التنس (الإنجليزية)
- فرنيا وونجتينتشاي على موقع الاتحاد الدولي لكرة المضرب (الإنجليزية)
- فرنيا وونجتينتشاي على موقع خلاصة التنس.كوم (الإنجليزية)